# Crombrugghia laetus
Espèce
Synonymes
- Crombrugghia laeta  (Zeller, 1847)
- Oxyptilus laetus  (Zeller, 1847)[1]
- Pterophorus laetus Zeller, 1847[1]
- Oxyptilus lantoscanus Milliere, 1883[1]
- Pterophorus loetidactylus Bruand d'Uzelle, 1859[1]

Crombrugghia laetus est une espèce de lépidoptères (papillons) de la famille des Pterophoridae.

## Description
Les ailes antérieures sont brun-ocre clair, plus ou moins imprégnées de gris-brun avec deux barres blanchâtres obscures sur les segments. Les cils ont quelques écailles noires. Les cils costale et la dorsale ont des barres blanchâtres. Les ailes postérieures sont gris foncé. L'écaille dorsale au 2/3 est petite.
L'envergure est de 14 à 23 millimètres.
Crombrugghia distans est similaire ; l'examen des organes génitaux est nécessaire pour différencier les espèces.

## Répartition
On a recensé Crombrugghia laetus dans le sud de l'Europe, en Afrique du Nord, dans les îles Canaries, en Anatolie et en Irak. On le trouve rarement dans les îles Britanniques,.

## Écologie
La chenille se nourrit des pseudanthiums d'espèce du genre Andryala, notamment Andryala integrifolia et Andryala pinnatifida, ainsi que de l'épervière laineuse.